# Route 5 (Bolivie)
Pour les articles homonymes, voir Route 5.
La route 5 (en espagnol : Ruta 5) est une route de 898 km en Bolivie qui traverse les départements de Santa Cruz, de Cochabamba, de Chuquisaca et de Potosí, entre La Palizada (intersection avec la route 7) et El Hito 60 à la frontière avec le Chili. 
La route est ajoutée au réseau routier national (Red Vial Fundamental) par le décret suprême 25134 du 31 août 1998.

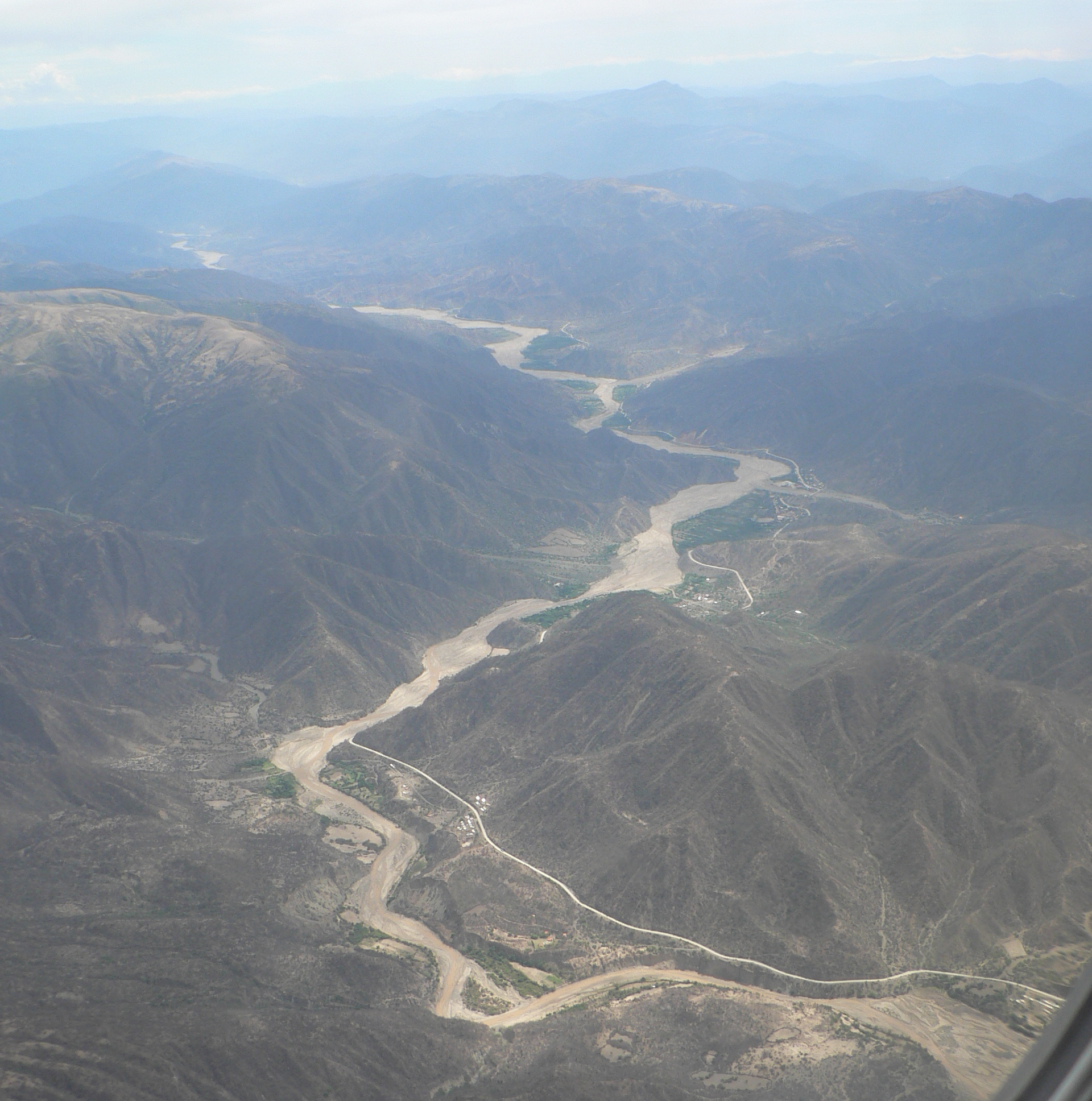
Route 5 suivant le Río Chico près de Sucre.

## Villes traversées

### Département de Santa Cruz
- km 0: La Palizada
- km 42: Saipina

### Département de Cochabamba
- km 129: Aiquile

### Département de Chuquisaca
- km 269: Sucre

### Département de Potosí
- km 407: Betanzos
- km 438: Potosí
- km 535: Porco
- km 646: Uyuni